# Fidel Reyes

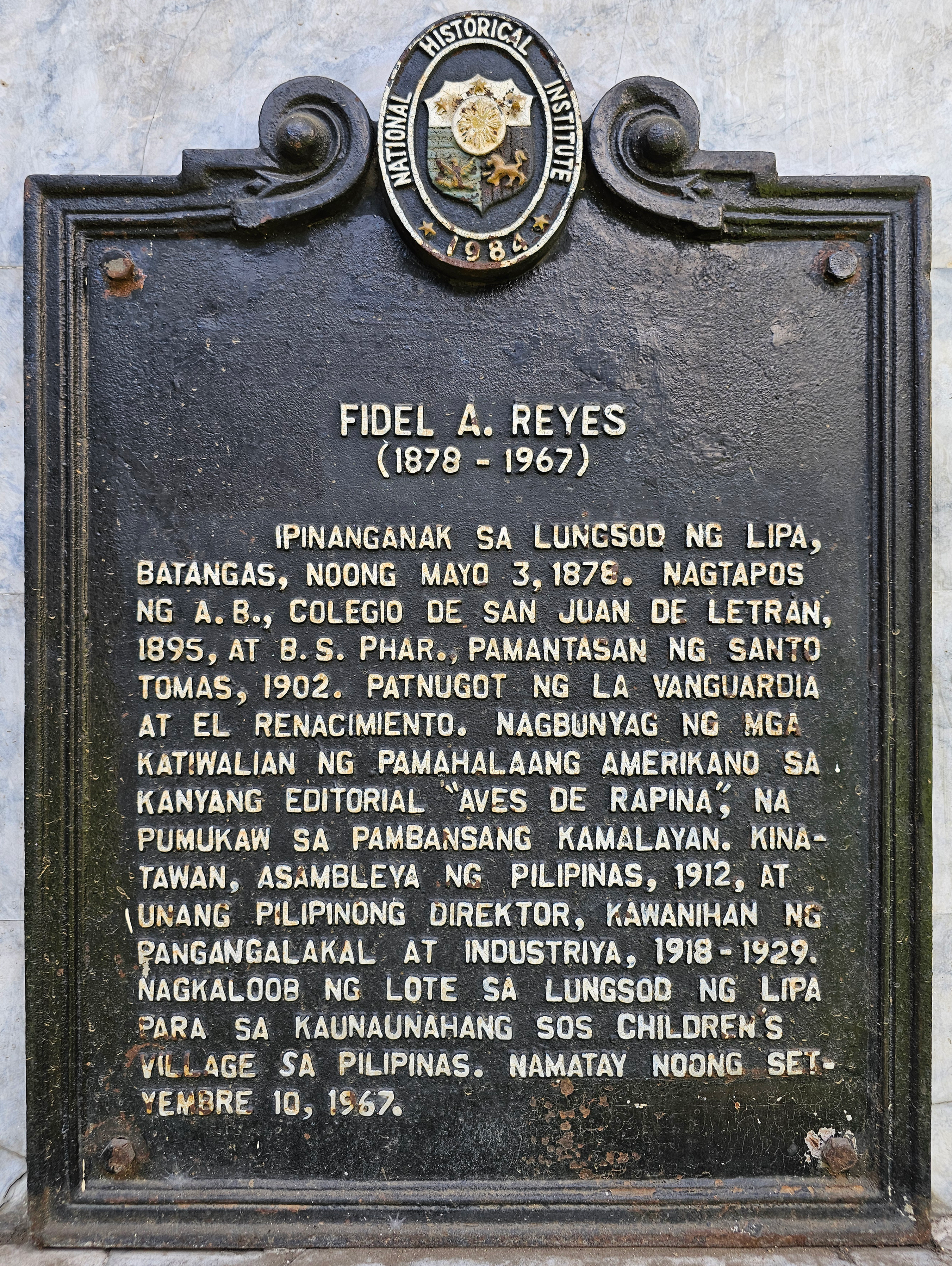
Gedenkplaat

Fidel A. Reyes (Lipa, 3 mei 1878 - 10 september 1967) was een Filipijnse journalist, afgevaardigde en nationalist. Hij werd vooral bekend om zijn opiniestuk Aves de Rapiñas in El Renacimiento uit 1908.

## Biografie
Fidel Reyes behaalde in 1895 een bachelor-diploma aan het Colegio de San Juan de Letran. Tijdens de Filipijnse Revolutie werkte hij voor de revolutionaire kranten El Nacionalismo en La Independencia. Na afloop van de revolutie voltooide hij in 1902 nog een bachelor-diploma farmacie aan de University of Santo Tomas. Na zijn studie probeerde hij het eerst als apotheker in Lipa, Batangas. Toen dit niet succesvol was ging hij werken als journalist. In 1906 begon hij bij El Renacimiento. In oktober 1908 schreef hij in dat blad het opiniestuk Aves de Rapiñas (Roofvogels), waarin hij kritiek leverde op de misstanden door de Amerikaanse bestuurders van de Filipijnen. Minister van binnenlandse zaken Dean Worchester spande daarop een rechtszaak wegens smaad aan. Hoewel Reyes zelf werd vrijgesproken, moesten de uitgevers een schadevergoeding betalen. het artikel en de daaropvolgende rechtszaak maakte van Reyes een populair man en hij slaagde met die bekendheid in om bij de verkiezingen van 1912 een zetel als afgevaardgde van Batangas te veroveren. In het Filipijns Huis van Afgevaardigden was hij voorzitter van de commissie voor handel en industrie. In 1918 werd hij benoemd tot assistent-directeur van het Bureau of Commerce. In 1924  volgde een benoeming tot directeur. Vijf jaar later moest hij echter aftreden wanneer mogelijke misstanden binnen het bureau. Na de Tweede Wereldoorlog werd Reyes op 78-jarige leeftijd nog benoemd tot "city assessor" van Manilla. Kort daarna ging het met pensioen en trok hij zich terug op zijn boerderij in Batagas.

## Bron
- Carlos Quirino, Who's who in Philippine history, Tahanan Books, Manilla (1995)